# Stojčići (Kreševo, BiH)
Stojčići su naseljeno mjesto u općini Kreševo, Federacija Bosne i Hercegovine, BiH.

## Stanovništvo

### 1991.
Nacionalni sastav stanovništva 1991. godine, bio je sljedeći:
ukupno: 390
- Hrvati - 288
- Muslimani - 6
- Srbi - 7
- Jugoslaveni - 25
- ostali, neopredijeljeni i nepoznato - 64

### 2013.
Nacionalni sastav stanovništva 2013. godine, bio je sljedeći:
ukupno: 448
- Hrvati - 441
- Srbi - 2
- ostali, neopredijeljeni i nepoznato - 5